# Чемпионат России по дзюдо 2010
Чемпионат России по дзюдо 2010 года — 19-й чемпионат России по дзюдо проходил в Екатеринбурге с 23 по 27 декабря.

## Медалисты

### Мужчины
| Категория                   | Золото                              | Серебро                             | Бронза                                                                |
| --------------------------- | ----------------------------------- | ----------------------------------- | --------------------------------------------------------------------- |
| Наилегчайший вес (до 60 кг) | Отар Бестаев Северная Осетия        | Михаил Бусыгин Челябинская область  | Мурад Абдулаев Пермский край Якуб Шамилов Чечня                       |
| Полулёгкий вес (до 66 кг)   | Михаил Пуляев Рязанская область     | Владимир Леонтьев Москва            | Арсен Толасов Северная Осетия Олег Васильев Санкт-Петербург           |
| Лёгкий вес (до 73 кг)       | Сергей Бадриашвили Мордовия         | Сослан Кудзиев Северная Осетия      | Никита Хоментовский Санкт-Петербург Рустам Шевоцуков Адыгея           |
| Полусредний вес (до 81 кг)  | Иван Воробьёв Новосибирская область | Сергей Козель Москва                | Андрей Фока Санкт-Петербург Александр Григорьев Самарская область     |
| Средний вес (до 90 кг)      | Абдул Омаров Дагестан               | Мурат Гасиев Северная Осетия        | Казбек Занкишиев Тюменская область Григорий Сулемин Иркутская область |
| Полутяжёлый вес (до 100 кг) | Асхаб Костоев Челябинская область   | Магомед Магомедов Дагестан          | Вячеслав Михайлин Москва Артур Хурсинов Кабардино-Балкария            |
| Тяжёлый вес (свыше 100 кг)  | Сергей Прокин Московская область    | Сослан Бостанов Челябинская область | Александр Михайлин Москва Андрей Волков Рязанская область             |
| Абсолютный вес              | Андрей Волков Рязанская область     | Александр Михайлин Москва           | Максим Ширяев Москва Магомед Нажмудинов Москва                        |

### Женщины
| Категория                   | Золото                                   | Серебро                              | Бронза                                                                      |
| --------------------------- | ---------------------------------------- | ------------------------------------ | --------------------------------------------------------------------------- |
| Наилегчайший вес (до 48 кг) | Людмила Богданова Санкт-Петербург        | Наталья Самойлова Пензенская область | Кристина Румянцева Самарская область Рада Абдрахманова Челябинская область  |
| Полулёгкий вес (до 52 кг)   | Анна Харитонова Москва                   | Екатерина Буравцева Санкт-Петербург  | Анна Гребенникова Московская область Наталья Синицына Ленинградская область |
| Лёгкий вес (до 57 кг)       | Екатерина Мельникова Саратовская область | Ирина Заблудина Самарская область    | Лариса Черепанова Марий Эл Юлия Рыжова Москва                               |
| Полусредний вес (до 63 кг)  | Анастасия Белоиванова Москва             | Марта Лабазина Нижегородская область | Арина Пчелинцева Москва Елена Лысенко-Гусарова Тюменская область            |
| Средний вес (до 70 кг)      | Ирина Сордия Красноярский край           | Анна Щербакова Бурятия               | Ирина Газиева Санкт-Петербург Дарья Давыдова Тюменская область              |
| Полутяжёлый вес (до 78 кг)  | Вера Москалюк ХМАО                       | Наталья Казанцева Тюменская область  | Ксения Чибисова Свердловская область Анастасия Дмитриева Москва             |
| Тяжёлый вес (свыше 78 кг)   | Наталья Соколова Красноярский край       | Марина Диброва Санкт-Петербург       | Екатерина Шереметова Красноярский край Елена Иващенко Тюменская область     |
| Абсолютный вес              | Наталья Казанцева Тюменская область      | Елена Иващенко Тюменская область     | Анаид Мхитарян ХМАО Наталья Соколова Красноярский край                      |

### Командный чемпионат
1. Санкт-Петербург
2. Уральский федеральный округ
3. Москва, Центральный федеральный округ